# Бобрицька волость (Лебединський повіт)
Бобрицька волость — адміністративно-територіальна одиниця Лебединського повіту Харківської губернії.
Станом на 1885 рік — складалася з 3 поселень, 3 сільських громад. Населення — 2405 осіб (1217 чоловічої статі та 1188 — жіночої), 408 дворових господарств.
|                     | Площа, десятин | У тому числі орної, дес. |
| ------------------- | -------------- | ------------------------ |
| Сільських громад    | 2020           | 1795                     |
| Приватної власності | 1785           | 1544                     |
| Іншої власності     | —              | —                        |
| Загалом             | 3805           | 3339                     |

Поселення волості станом на 1885:
- Бобрик — колишня власницька слобода при річці Бобрик за 25 верст від повітового міста, 1077 осіб, 185 дворів.
- Біликівка — колишня власницька слобода при річці Бобрик, 597 осіб, 103 двори.
- Рудівка — колишня власницька слобода, 718 осіб, 120 дворів.